# George Miller Beard
George Miller Beard, född 8 maj 1839 och död 23 januari 1883, var en amerikansk läkare.
Beard praktiserade i New York från 1866, och är känd för sina arbeten i neurasteni, Practical treatise on nervouses exhaustion (neurastenia) (1880) och Sexual neurasthenia (svensk översättning, Den sexuella neurastenien, 1896).